# Drăguș
Drăguș [drɘˈguʃ] (deutsch Drachendorf, ungarisch Dragus) ist eine Gemeinde im Kreis Brașov in der Region Siebenbürgen in Rumänien.

## Geographische Lage

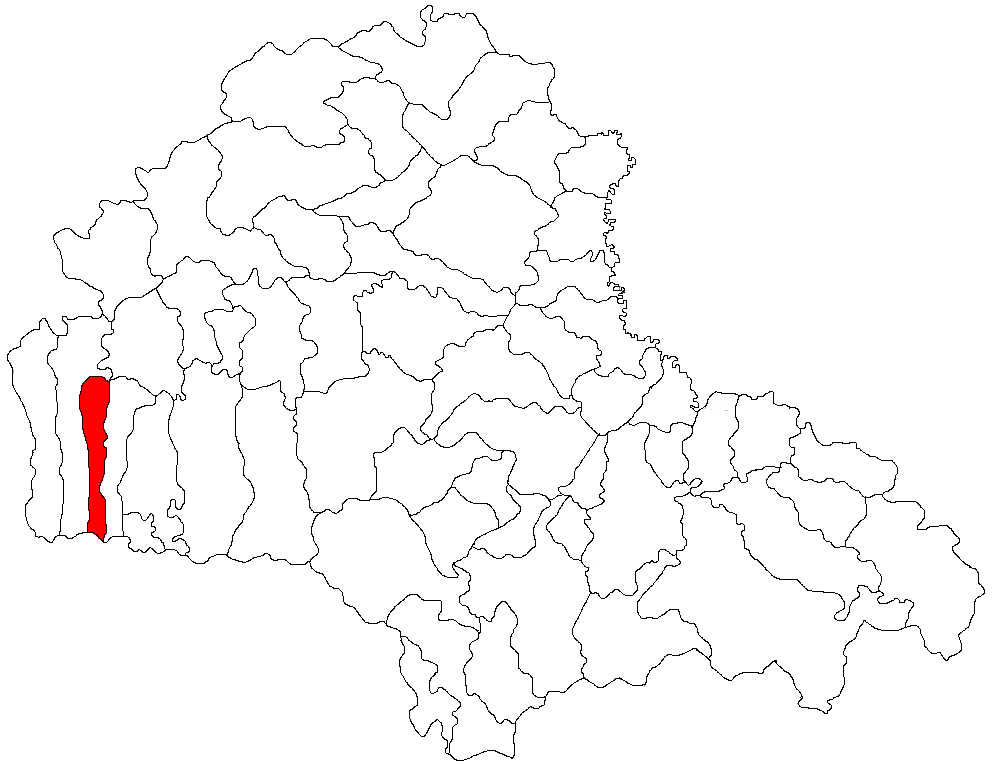
Lage von Drăguș im Kreis Brașov

Die Gemeinde Drăguș liegt in den Nordausläufern der Fogarascher Berge (Munții Făgăraș). Im Westen des Kreises Brașov liegt das Dorf am gleichnamigen Bach – ein linker Nebenfluss des Olt (Alt) – und an der Kreisstraße (drum județean) DJ 104A etwa 8 Kilometer nordöstlich von der Kleinstadt Victoria (Viktoriastadt); die Kreishauptstadt Brașov (Kronstadt) befindet sich etwa 90 Kilometer südöstlich entfernt.
Drăguș ist auch einer der touristischen Ausgangspunkte auf den Moldoveanu, den höchsten Berg Rumäniens.

## Geschichte
Der Ort Drăguș wurde 1527 urkundlich erwähnt. Im 18. Jahrhundert befand sich hier auf dem Areal der Gemeinde ein Grenzposten gegründet im Auftrag der Fürstin Maria Theresia. Anfang des 20. Jahrhunderts wandern mehrere Dorfbewohner nach Nordamerika aus.
Im Königreich Ungarn lag die Gemeinde im Stuhlbezirk Alsóárpás (heute Arpașu de Jos) im Komitat Fogaras, anschließend im Kreis Făgăraș und ab 1950 im heutigen Kreis Brașov an.
Drăguș wurde 2004 durch die Loslösung von Viștea de Jos (Unter-Wittendorf) eine eigenständige Gemeinde.

## Bevölkerung
Bei der Volkszählung 1850 wurden auf dem Areal des Ortes Drăguș 1273 Menschen gezählt. In dem von überwiegend rumänischer Bevölkerung lebenden Ort, wurde die höchste Einwohnerzahl (1567) und auch gleichzeitig die der Rumänen (1561) 1977 registriert. Die höchste Einwohnerzahl der Rumäniendeutsche (32) und die der Magyaren (11) wurden 1880, und die der Roma (21) 1992 ermittelt. 2011 lebten in Drăguș 1142 Rumänen, restliche machten keine Angaben zu ihrer Ethnie.

## Sehenswürdigkeiten
- Die rumänisch-orthodoxe Kirche Adormirea Maicii Domnului Kirche,[9] im 18. Jahrhundert errichtet.

## Persönlichkeiten
- Ion Codru-Drăgușanu (1818–1884), Schriftsteller[10]